# Hoffmann H36

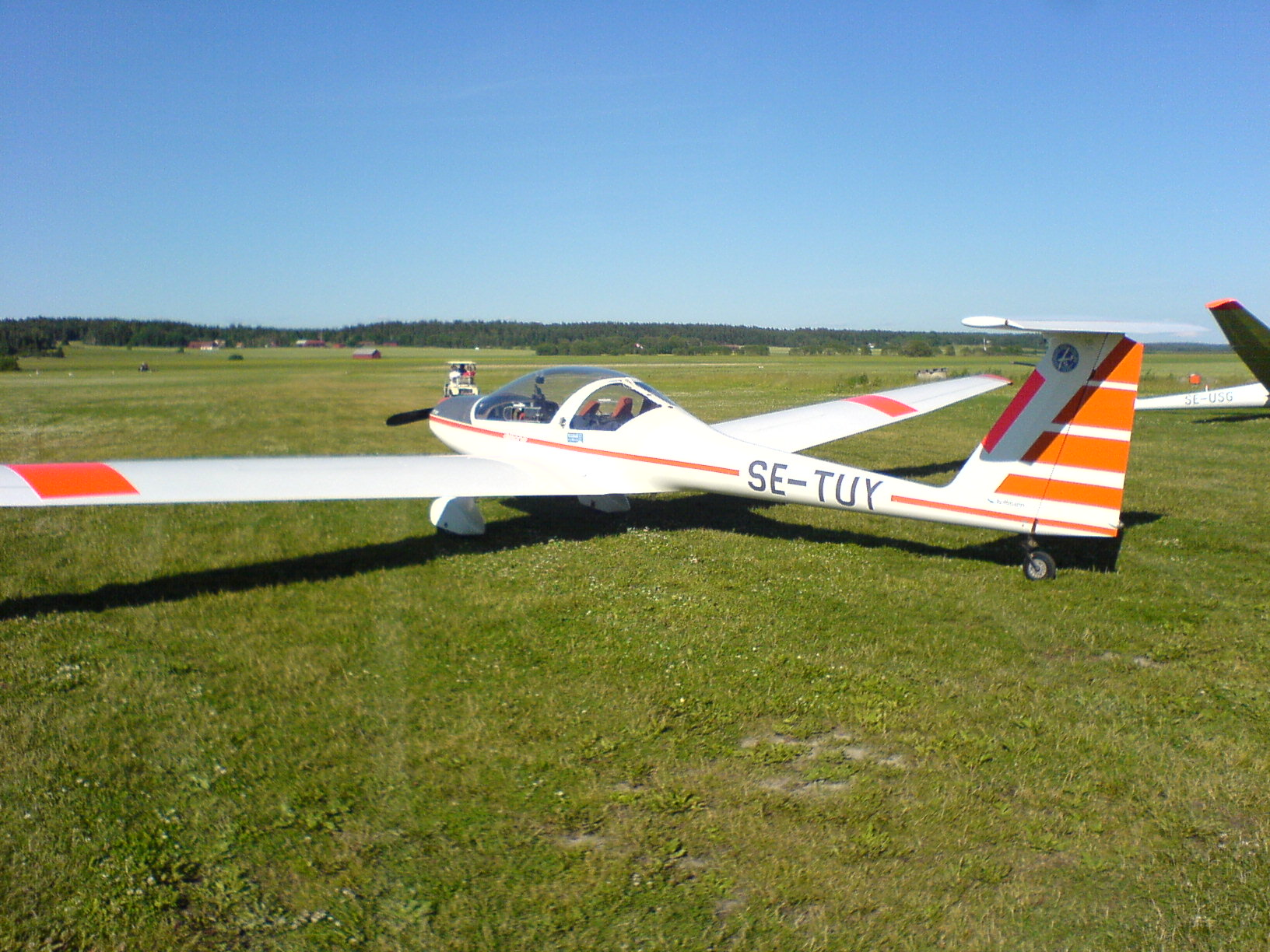
Dimona mit schwedischem Kennzeichen

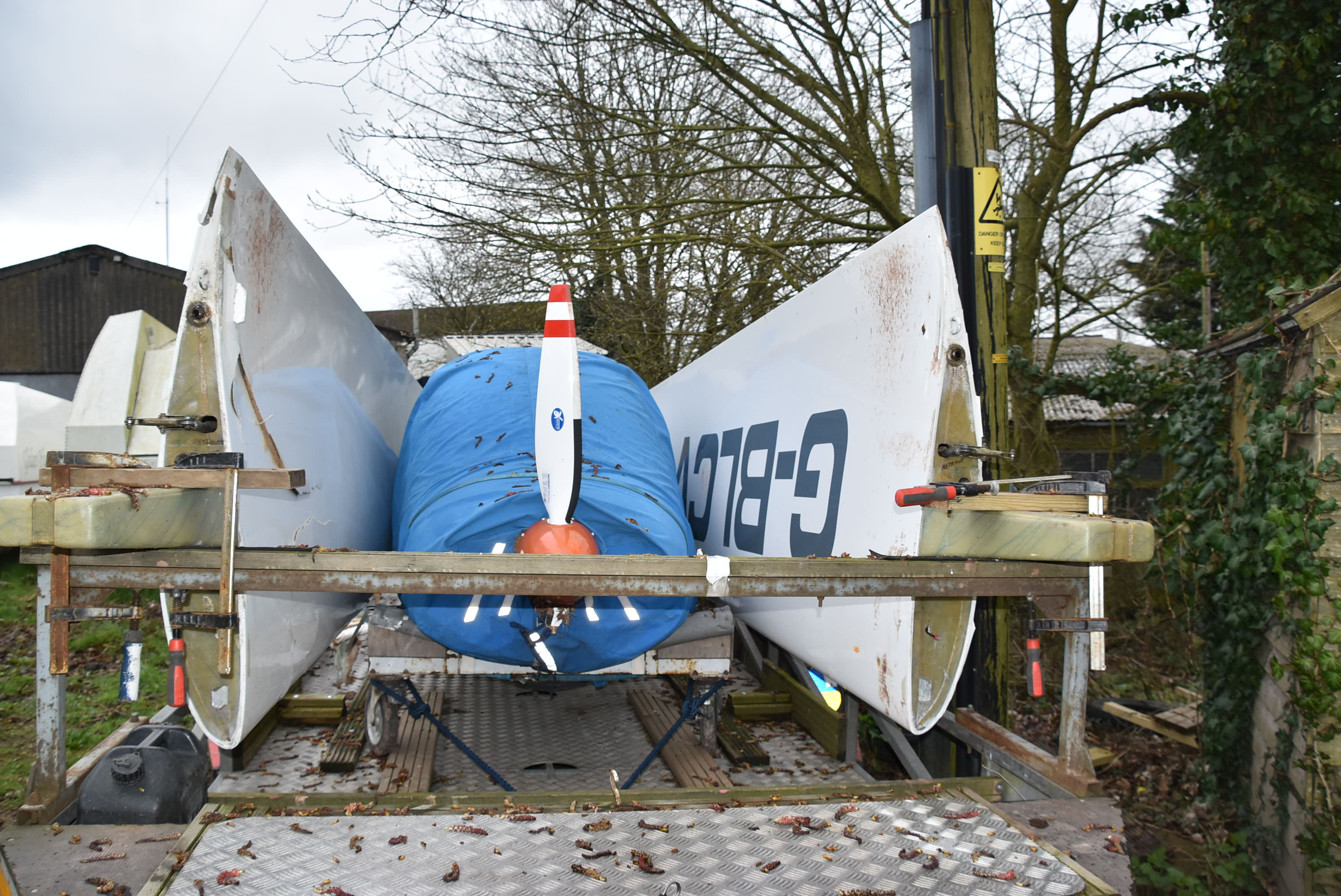
Tragflächenanschlüsse

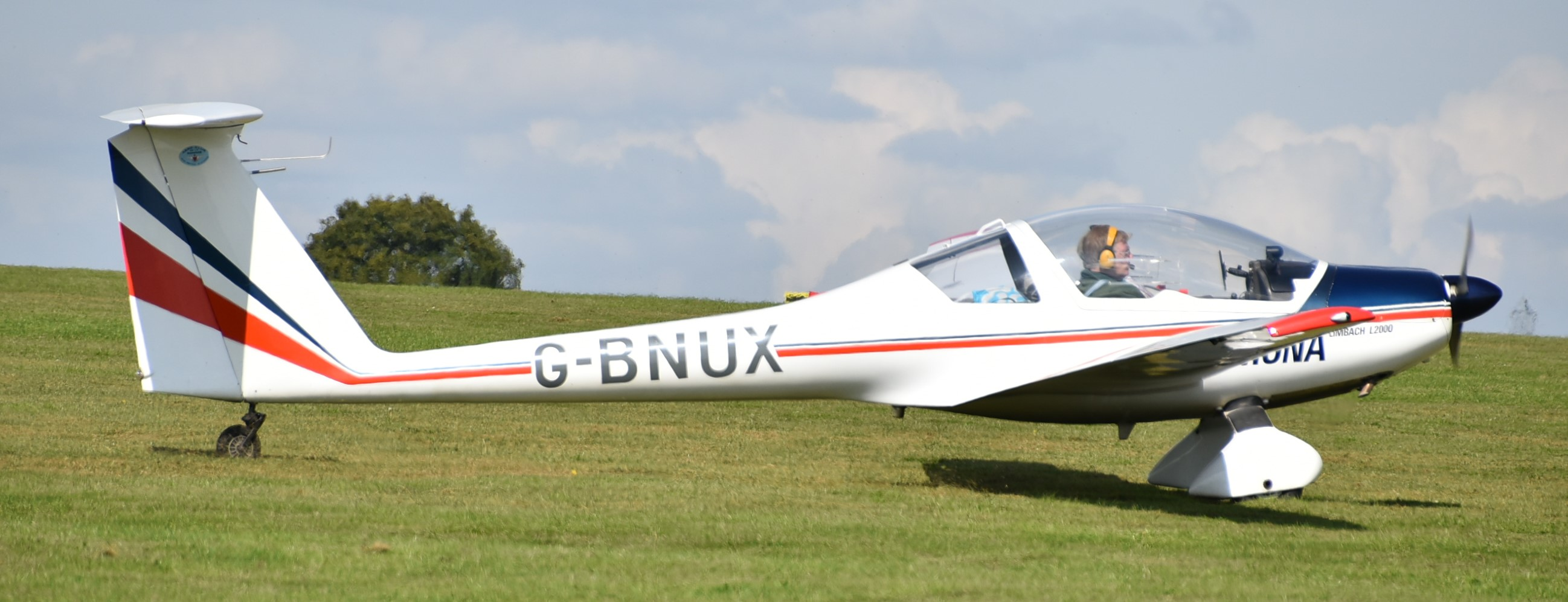
Baujahr 1987

Die Hoffmann H36 Dimona ist ein Reisemotorsegler in GFK-Bauweise des deutschen Herstellers Hoffmann Flugzeugbau aus den 1980er Jahren. Die H36 Dimona wurde 1989 zur Diamond HK36 Super Dimona weiterentwickelt, aus der 1991 das Leichtflugzeug Diamond DA20 Katana hervorging.

## Geschichte
Konstruiert wurde die Dimona von Wolf Dietrich Hoffmann, der auf die Erfahrungen seiner vorhergehenden Tätigkeiten bei der Akaflieg München und bei Scheibe-Flugzeugbau zurückgreifen konnte, wo er von 1977 bis 1979 für die Entwicklung des Kunststoff-Segelflugzeugs SF-34 verantwortlich war. Im Januar 1980 gründete er die Wolf Hoffmann Flugzeugbau KG in Haimhausen bei München. Hier wurde zuerst eine vollmaßstäbliche Attrappe erstellt, der ein flugfähiger Prototyp folgte, der am 7. oder 9. Oktober 1980 am Flugplatz Königsdorf zum ersten Mal abhob. In Haimhausen wurden noch zwei weitere Flugzeuge gebaut.
Zur weiteren Finanzierung des Projekts wurde die Industrie-Entwicklungs- und Investitionsysteme GesmbH & Co. Flugzeugbau-Beteiligungs KG unter Beteiligung der israelischen IDI-Aviation Produktion Ltd. in München gegründet. IDI sollte hierbei als Finanzier auftreten. Die anfängliche Serienproduktion der H36 sollte in Dimona (Israel) stattfinden. Die Kooperation kam jedoch nicht zustande. Hoffmann fand dann 1981 auf dem Flugplatz Friesach/Hirt in Kärnten in den ehemaligen Fabrikhallen eines Spanplattenwerks eine Produktionshalle und nannte seine Firma nun Hoffmann-Flugzeugbau-Friesach GesmbH. Die Serienfertigung der H36 begann im Mai 1981. Die LBA-Musterzulassung wurde der Dimona am 30. März 1982 erteilt. Anfang 1983 lagen Bestellungen über 150 Maschinen vor, von denen bis dahin 30 ausgeliefert worden waren. Die Produktion endete Mitte 1984 nach der 148. Maschine. Die Gründe für die Einstellung waren Entwicklungsprobleme, zu hohe Kosten und eine kleine Halle. Hinzu kam, dass die geplante Übersiedlung zum Flughafen Klagenfurt nicht umgesetzt werden konnte.
Tatsächlich fand dann eine Verlegung des Werkes nach Wiener Neustadt statt, wo die Weiterentwicklung der H36 unter dem Namen H36 Mk.II begann. Dieses Flugzeug wurde dann als HK36 Super Dimona von Diamond Aircraft Industries produziert.

## Technische Daten
| Kenngröße             | Daten                                                                                     |
| --------------------- | ----------------------------------------------------------------------------------------- |
| Besatzung             | 1 + 1                                                                                     |
| Länge                 | 6,85 m                                                                                    |
| Spannweite            | 16 m                                                                                      |
| Höhe                  | 1,63 m                                                                                    |
| Flügelfläche          | 15,20 m²                                                                                  |
| Flügelstreckung       | 16,8                                                                                      |
| Gleitzahl             | 27 bei 105 km/h                                                                           |
| Leermasse             | 470 kg                                                                                    |
| max. Startmasse       | 740 kg                                                                                    |
| Höchstgeschwindigkeit | 275 km/h                                                                                  |
| Reisegeschwindigkeit  | max. 180 km/h                                                                             |
| Reichweite            | 1000 km                                                                                   |
| Tankkapazität         | 80 L                                                                                      |
| Triebwerke            | 1 × Limbach L 2000 EBI mit 59 kW/80 PS, der auf einen Hoffmann Zweiblatt-Propeller wirkt. |